# Мішок кульок (фільм, 2017)
Мішок кульок (фр. Un sac de billes ) – драматичний фільм режисера Крістіана Дюге,  заснований на автобіографічному романі Жозефа Жоффо та є другою його екранізацію. Прем'єра фільму відбулася 18 січня 2017 року.

## Сюжет
Восьмирічний Жозеф  мешкає у Парижі із батьками та трьома старшими братами. Та коли після окупації нацистська адміністрація видає наказ щодо обов'язкового носіння євреями нашитої на одяг зірки Давіда, перебувати у місті стає небезпечно. Починається переслідування євреїв; Жозеф та його старший брат Моріс піддаються цькуванню у школі.
З усіх учнів лише один підтримує їх та обмінюється із Жозефом, який віддає зірку Давіда, отримуючи мішечок кам'яних кульок для гри.
Намагаючись убезпечити дітей, батько відправляє Жозефа із Морісом до Ніцци, на територію  Вішистської Франції, обіцяючи згодом приєднатися до них.
Попри труднощі та наявну небезпеку, діти дістаються Ніцци та зустрічаються із родиною. Але невдовзі надходить інформація про падіння режиму Муссоліні та італійські війська, які перебували у місті, уходять. Їх місце займають гітлерівці і родина Жозефа знов змушена рятуватися. Батько переховує молодших дітей в урядовому таборі для меншин, але незабаром вони отримують звістку про його арешт та втікають до Рюмії.
Після звільнення Парижу Жозеф, затримавшись через особисті обставини, повертається додому, де зустрічає маму та братів.
Як стає відомо в кінцевих титрах фільму, його батько загинув в Освенцимі у 1943 році.

## Сприйняття
Фільм отримав переважно схвальні відгуки. «New York Times», зокрема, зауважує на цілісність сценарію, достовірність історичних деталей та зворушливу гру головних виконавців.

## Нагороди
- Приз глядацьких симпатій на Філадельфійському єврейському кінофестивалі, 2017[5];
- нагорода «Золота Герба» кінофестивалю фестивалю Cinemental , 2017[6];
- приз глядацьких симпатій на американо-французькому кінофестивалі, 2017[7].